# XXIVe congrès du Parti communiste français
Le XXIVe congrès du PCF s'est tenu à Saint-Ouen, du 4 au 7 février 1982.

## Résolutions
- Rapport de Georges Marchais soutenant simultanément la participation gouvernementale nationale et la stratégie mondiale soviétique.
- Amorce d'un rapprochement avec la Chine.

## Membres de la direction

### Bureau politique
- Membres réélus : Gustave Ansart, Mireille Bertrand, Jean Colpin, Charles Fiterman, Maxime Gremetz, Guy Hermier, Philippe Herzog, Henri Krasucki, André Lajoinie, Paul Laurent, Francette Lazard, René Leguen, Roland Leroy, Georges Marchais, Gisèle Moreau, René Piquet, Gaston Plissonnier, Claude Poperen et Madeleine Vincent.
- Nouveaux membres :  Jean-Claude Gayssot, Pierre Juquin et Louis Viannet.

### Secrétariat du Comité central
- Georges Marchais (secrétaire général du Parti), Charles Fiterman, Maxime Gremetz, André Lajoinie, Paul Laurent, Gisèle Moreau, Gaston Plissonnier.